# میاژادس
میاژادس (به اسپانیایی: Miajadas) یک منطقهٔ مسکونی در اسپانیا است که در استان کاسرس واقع شده‌است. میاژادس ۱۲۰٫۷ کیلومتر مربع مساحت دارد ۲۹۷ متر بالاتر از سطح دریا واقع شده‌است.